# طريق رقم 10 (العراق)
الطريق رقم 10 هو طريق سريع يمتد من الرمادي إلى الرطبة وصولاً إلى مدينة طريبيل المتاخمة للحدود الأردنية العراقية.